# Lunghezza di libera inflessione
La lunghezza di libera inflessione o lunghezza libera di inflessione è un parametro fondamentale per valutare la stabilità elastica di aste caricate di punta. Essa si calcola come la distanza fra due flessi consecutivi nella deformata "critica" dell'asta. Dato che nei punti di flesso la curvatura è nulla e perciò è nullo anche il momento flettente, l'inflessione  si dice "libera" in quanto non vi contribuiscono momenti agenti alle due estremità.